# Schefflera angilogensis
Schefflera angilogensis är en araliaväxtart som beskrevs av Elmer Drew Merrill. Schefflera angilogensis ingår i släktet Schefflera och familjen araliaväxter. Inga underarter finns listade.